# Belizar
Flavij Belizar (latinsko Flavivs  Belisarivs, grško starogrško Φλάβιος Βελισάριος, Flávios Velisários) je bil magister militum (poveljnik armade) Bizantinskega cesarstva, * okoli 500, † 565.
Belizar je igral ključno vlogo pri ponovni osvojitvi večine sredozemskega ozemlja, ki je pripadalo nekdanjemu Zahodnemu Rimskemu cesarstvu in je bilo izgubljeno manj kot stoletje prej. Ena od glavnih značilnosti Belizarjeve kariere so bili njegovi uspehi kljub različnim ravnem razpoložljivih virov. Njegovo ime se pogosto omenja med tako imenovanimi "zadnjimi Rimljani".
V vandalski vojni je osvojil Vandalsko kraljestvo v severni Afriki in zatem v gotski vojni v manj kot devet mesecih skoraj celo Italijo. V bitki pri Ad Decimumu je premagal vojsko Vandalov, odigral pomembno vlogo v bitki pri Trikamarumu  ter prisilil vandalskega kralja Gelimerja, da se je predal. Med gotsko vojno je zavzel Rim.
Udeležen je bil tudi v pomembni bitki s Perzijci pri Dari in bil nato pri Kaliniku poražen. Uspešno je odbil vdor Hunov pri Melantiju. Znan je bil tudi po prevarah, s katerima je odbil invazijo Perzijcev in brez boja prekinil obleganje Ariminuma.

## Belizar v slovenski književnosti
Belizar igra pomembno vlogo v slovenskem zgodovinskem romanu Pod svobodnim soncem Frana Saleškega Finžgarja. 